# شهرستان گوچونگ
شهرستان گوچونگ (به اویغوری: گۇچۇڭ ناھىيىسى)(به چینی: 奇台县، به پین‌یین: Qítái Xiàn) یک شهرستان در چین است که در ولایت خودمختار سانجی هوئی واقع شده‌است. شهرستان گوچونگ ۱۶٬۶۴۱ کیلومتر مربع مساحت و ۲۳۰٬۰۰۰ نفر جمعیت دارد.

## جمعیت
| ترکیب قومیتی شهرستان گوچونگ | ترکیب قومیتی شهرستان گوچونگ | ترکیب قومیتی شهرستان گوچونگ | ترکیب قومیتی شهرستان گوچونگ | ترکیب قومیتی شهرستان گوچونگ |
| --------------------------- | --------------------------- | --------------------------- | --------------------------- | --------------------------- |
| قومیت                       | قومیت                       |                             | درصد                        | درصد                        |
| هان                         | هان                         |                             | ۶۷٫۱٪                       | ۶۷٫۱٪                       |
| هوئی                        | هوئی                        |                             | ۱۵٫۵٪                       | ۱۵٫۵٪                       |
| قزاق                        | قزاق                        |                             | ۸٫۶٪                        | ۸٫۶٪                        |
| اویغور                      | اویغور                      |                             | ۵٫۷٪                        | ۵٫۷٪                        |
| مغول                        | مغول                        |                             | ۱٫۹٪                        | ۱٫۹٪                        |
| ازبک                        | ازبک                        |                             | ۰٫۴٪                        | ۰٫۴٪                        |
| منجو                        | منجو                        |                             | ۰٫۱٪                        | ۰٫۱٪                        |
| تاتار                       | تاتار                       |                             | ۰٫۱٪                        | ۰٫۱٪                        |
| سایر                        | سایر                        |                             | ۰٫۶٪                        | ۰٫۶٪                        |
| منبع سرشماری جمعیت :        |                             |                             |                             |                             |